# Rhyscotoides ciferrii
Rhyscotoides ciferrii is een pissebed uit de familie Rhyscotidae. De wetenschappelijke naam van de soort is voor het eerst geldig gepubliceerd in 1931 door Alceste Arcangeli.